# Gent–Wevelgem
A Gent–Wevelgem egy országúti kerékpárverseny Belgiumban. A versenyt minden év áprilisában rendezik meg, és része az UCI World Tournak.

## Útvonal
A verseny hossza 209 kilométer.A versenyzők Gent környékéről indulnak, innen 60 kilométer alatt érnek le a tengerpartra Oostende városába. Ezután a tengerparton mennek kb.25 kilométert, amikor is elérnek Veurnéba.Veurnéból fordulnak vissza a szárazföld belseje felé. 79 kilométerrel a vége előtt elkezdik a 14 emelkedő közül az első. Az utolsó "hegyre" 36 kilométerrel a vége előtt érnek fel, innen teljesen sík az út.Az utolsó kilométereken is sík az út és egyenes.

## Dobogósok
| Év   | Győztes                  | Második                  | Harmadik                 |
| ---- | ------------------------ | ------------------------ | ------------------------ |
| 1934 | Gustave van Belle        | Maurice Vandenberghe     | Jérôme Dufromont         |
| 1935 | Albert Depreitere        | Jérôme Dufromont         | Karel Catrysse           |
| 1936 | Robert Van Eenaeme       | Joseph Somers            | Gaston Denys             |
| 1937 | Robert Van Eenaeme       | Albert Ritserveldt       | André Hallaert           |
| 1938 | Hubert Godaert           | Edmond Delathouwer       | Gustave Van Cauwenberghe |
| 1939 | André Declerck           | Frans Van Hellemont      | Albert Van Laecke        |
| 1945 | Robert Van Eenaeme       | Maurice Van Herzele      | André Declerck           |
| 1946 | Ernest Sterckx           | Maurice Desimpelaere     | Michel Remue             |
| 1947 | Maurice Desimpelaere     | René Beyens              | Lucien Vlaemynck         |
| 1948 | Valère Ollivier          | Albert Ramon             | Hilaire Couvreur         |
| 1949 | Marcel Kint              | André Declerck           | Albert Decin             |
| 1950 | Albéric Schotte          | Albert Decin             | André Declerck           |
| 1951 | André Rosseel            | Raphaël Jonckheere       | Lionel Van Brabant       |
| 1952 | Raymond Impanis          | Maurice Blomme           | Alois De Hertog          |
| 1953 | Raymond Impanis          | Wim van Est              | Germain Derycke          |
| 1954 | Rolf Graf                | Ferdinand Kübler         | Ernest Sterckx           |
| 1955 | Albéric Schotte          | Désiré Keteleer          | Raymond Impanis          |
| 1956 | Rik Van Looy             | Richard Van Genechten    | Désiré Keteleer          |
| 1957 | Rik Van Looy             | André Noyelle            | Lucien Mathys            |
| 1958 | Noël Foré                | Rik Van Looy             | Fred De Bruyne           |
| 1959 | Leon Vandaele            | Jos Hoevenaers           | Jacques Anquetil         |
| 1960 | Frans Aerenhouts         | Frans De Mulder          | Jef Planckaert           |
| 1961 | Frans Aerenhouts         | Raymond Impanis          | Yvo Molenaers            |
| 1962 | Rik Van Looy             | Frans Schoubben          | Armand Desmet            |
| 1963 | Benoni Beheyt            | Tom Simpson              | Michel Van Aerde         |
| 1964 | Jacques Anquetil         | Yvo Molenaers            | Rik Van Looy             |
| 1965 | Noël De Pauw             | Bernard Van De Kerckhove | Gustaaf De Smet          |
| 1966 | Herman Vanspringel       | Noël Van Clooster        | Palle Lykke              |
| 1967 | Eddy Merckx              | Jan Janssen              | Edward Sels              |
| 1968 | Walter Godefroot         | Willy Van Neste          | Felice Gimondi           |
| 1969 | Willy Vekemans           | Roger De Vlaeminck       | Eric De Vlaeminck        |
| 1970 | Eddy Merckx              | Willy Vekemans           | Walter Godefroot         |
| 1971 | Georges Pintens          | Roger De Vlaeminck       | Gerben Karstens          |
| 1972 | Roger Swerts             | Felice Gimondi           | Eddy Merckx              |
| 1973 | Eddy Merckx              | Frans Verbeeck           | Walter Planckaert        |
| 1974 | Barry Hoban              | Eddy Merckx              | Roger De Vlaeminck       |
| 1975 | Freddy Maertens          | Frans Verbeeck           | Rik Van Linden           |
| 1976 | Freddy Maertens          | Rik Van Linden           | Frans Verbeeck           |
| 1977 | Bernard Hinault          | Vittorio Algeri          | Piet van Katwijk         |
| 1978 | Ferdi Van Den Haute      | Walter Planckaert        | Francesco Moser          |
| 1979 | Francesco Moser          | Roger De Vlaeminck       | Jan Raas                 |
| 1980 | Henk Lubberding          | Alfons De Wolf           | Piet van Katwijk         |
| 1981 | Jan Raas                 | Roger De Vlaeminck       | Alfons De Wolf           |
| 1982 | Frank Hoste              | Eddy Vanhaerens          | Alfons De Wolf           |
| 1983 | Leo van Vliet            | Jan Raas                 | Frank Hoste              |
| 1984 | Guido Bontempi           | Eric Vanderaerden        | Pierino Gavazzi          |
| 1985 | Eric Vanderaerden        | Phil Anderson            | Rudy Dhaenens            |
| 1986 | Guido Bontempi           | Twan Poels               | Jean-Marie Wampers       |
| 1987 | Teun van Vliet           | Etienne De Wilde         | Herman Frison            |
| 1988 | Sean Kelly               | Gianni Bugno             | Ron Kiefel               |
| 1989 | Gerrit Solleveld         | Sean Yates               | Rolf Sørensen            |
| 1990 | Herman Frison            | Johan Museeuw            | Franco Ballerini         |
| 1991 | Djamolidine Abdoujaparov | Mario Cipollini          | Olaf Ludwig              |
| 1992 | Mario Cipollini          | Johan Capiot             | Adriano Baffi            |
| 1993 | Mario Cipollini          | Eric Vanderaerden        | Djamolidine Abdoujaparov |
| 1994 | Wilfried Peeters         | Franco Ballerini         | Johan Museeuw            |
| 1995 | Lars Michaelsen          | Maurizio Fondriest       | Luc Roosen               |
| 1996 | Tom Steels               | Giovanni Lombardi        | Fabio Baldato            |
| 1997 | Philippe Gaumont         | Andréi Chmil             | Johan Capiot             |
| 1998 | Frank Vandenbroucke      | Lars Michaelsen          | Nico Mattan              |
| 1999 | Tom Steels               | Zbigniew Spruch          | Tristan Hoffman          |
| 2000 | Geert Van Bondt          | Peter Van Petegem        | Johan Museeuw            |
| 2001 | George Hincapie          | Léon van Bon             | Steffen Wesemann         |
| 2002 | Mario Cipollini          | Fred Rodriguez           | George Hincapie          |
| 2003 | Andreas Klier            | Henk Vogels              | Tom Boonen               |
| 2004 | Tom Boonen               | Magnus Bäckstedt         | Jaan Kirsipuu            |
| 2005 | Nico Mattan              | Juan Antonio Flecha      | Daniele Bennati          |
| 2006 | Thor Hushovd             | David Kopp               | Alessandro Petacchi      |
| 2007 | Marcus Burghardt         | Roger Hammond            | Óscar Freire             |
| 2008 | Óscar Freire             | Aurélien Clerc           | Wouter Weylandt          |
| 2009 | Edvald Boasson Hagen     | Aljakszandr Kucsinszki   | Matthew Goss             |
| 2010 | Bernhard Eisel           | Sep Vanmarcke            | Philippe Gilbert         |
| 2011 | Tom Boonen               | Daniele Bennati          | Tyler Farrar             |
| 2012 | Tom Boonen               | Peter Sagan              | Matti Breschel           |
| 2013 | Peter Sagan              | Borut Božič              | Greg Van Avermaet        |
| 2014 | John Degenkolb           | Arnaud Démare            | Peter Sagan              |
| 2015 | Luca Paolini             | Niki Terpstra            | Geraint Thomas           |
| 2016 | Peter Sagan              | Sep Vanmarcke            | Vjacseszlav Kuznyecov    |
| 2017 | Greg Van Avermaet        | Jens Keukeleire          | Peter Sagan              |
| 2018 | Peter Sagan              | Elia Viviani             | Arnaud Démare            |
| 2019 | Alexander Kristoff       | John Degenkolb           | Oliver Naesen            |
| 2020 | Mads Pedersen            | Florian Sénéchal         | Matteo Trentin           |
| 2021 | Wout van Aert            | Giacomo Nizzolo          | Matteo Trentin           |
| 2022 | Biniyam Ghirmay          | Christophe Laporte       | Dries Van Gestel         |
| 2023 | Christophe Laporte       | Wout van Aert            | Sep Vanmarcke            |
| 2024 | Mads Pedersen            | Mathieu van der Poel     | Jordi Meeus              |

## Külső hivatkozások
- Hivatalos honlap